# L’amore si muove
L'amore si muove – singiel włoskiego zespołu muzycznego Il Volo wydany 28 sierpnia 2015 roku nakładem wytwórni Sony Music. Utwór promuje trzeci album zespołu pod tym samym tytułem. Nagrany jest również w hiszpańskiej wersji językowej pod tytułem El amor verdadero, promując hiszpańskojęzyczny album Il Volo – "Grande amore".